# Acizzia schizoneuroides
Acizzia schizoneuroides är en insektsart som först beskrevs av Walter Wilson Froggatt 1901.  Acizzia schizoneuroides ingår i släktet Acizzia och familjen rundbladloppor. Inga underarter finns listade i Catalogue of Life.